# Zo Zomer
Zo Zomer was een Nederlandse hit in de zomer van 2024. Het nummer, dat onder eigen beheer werd uitgebracht, bereikte de derde plaats in de top 25 van de digitale radiozender Sterren NL. Hoewel de artiest ene John de Koning zou zijn, is onbekend wie de persoon die erachter zit werkelijk is. De credits vermelden J.C. Keijser als schrijver, producent en uitgever, wat leidde tot speculaties dat het nummer mogelijk door kunstmatige intelligentie is gemaakt. Hiermee zou Zo Zomer de eerste AI-hit in Nederland zijn en is de discussie aangewakkerd over wat de consequenties zouden kunnen zijn als AI de muziekwereld verder binnendringt.

## Authenticiteit artiest
Jan Paparazzi, samensteller bij Sterren NL, kreeg het nummer van een plugger uit Volendam. "Dit was gelijk een heel opvallend, goed liedje. Het paste bij onze radiozender en we hebben de plaat op onze afspeellijst gezet, hoewel we de artiest niet kenden. Dat doen we wel vaker en de reacties op het nummer zijn echt ontzettend goed. Mensen zijn er wildenthousiast van." Toen Sterren NL de artiest wilde uitnodigen, bleek al snel dat John de Koning niet langs kon komen. Hij zou namelijk ook optreden op een jazzfestival in België. "Toen kwamen bij mij wel wat vraagtekens, want het festival waar hij het over had, bestond wel, maar zijn naam stond niet op de line-up."
Ook muziekjournalist Atze de Vrieze was geïntrigeerd door het nummer en het gezicht achter de artiest John de Koning. Hij besprak de zanger in zijn podcast De Machine. In de opeenvolgende aflevering van de podcast De Machine had De Vrieze een interview met John de Koning.
Uiteindelijk werd bekend wie J.C. Keijser was, dat was namelijk Kris Keijser, een songwriter die hetzelfde jaar ook de nummers Oh Oranje (kampioen), PSV Kampioen en Da Die Dum (Love) gemaakt zou hebben.

## Eerste AI-hit in Nederland
Business Insider schreef dat "Zo Zomer" vermoedelijk de eerste AI-gegenereerde hit was. Enkele dagen later volgde nieuwssite NU.nl, die met hulp van software van het Franse muziekonderzoeksinstituut IRCAM met 94% zekerheid tot dezelfde conclusie kwam.

## Consequenties AI-gegenereerde liedjes
Zo Zomer leidde tot de vraag of dat succes van AI-gegenereerde liedjes in de toekomst een probleem kan worden: als zij op speellijsten van radiostations vaker de plek van echte artiesten innemen zou er sprake kunnen zijn van broodroof.
Erkend wordt dat als AI-composities vaker in afspeellijsten terechtkomen, dit artiesten kan benadelen door de beperkte ruimte die beschikbaar is voor nieuwe nummers. Atze de Vrieze ziet het geval van Zo Zomer echter als een uniek cultfenomeen dat niet representatief is voor een bredere trend. Hij benadrukt dat het nog steeds belangrijk is wie achter een nummer zit, en dat menselijke artiesten een voordeel hebben, omdat ze persoonlijk aanwezig kunnen zijn voor optredens en interviews, iets wat AI-composities niet kunnen.
Het NPO verwacht bovendien dat de EU-wetgeving AI-gegenereerde muziek beter herkenbaar zal maken. Dit moet radiozenders in staat stellen hun programmering daarop aan te passen, mogelijk met aparte hitlijsten voor AI- en menselijk gemaakte muziek. Desondanks blijft er een grijs gebied bestaan, vooral bij muziek die deels door AI en deels door mensen is gemaakt.

## Hitlijsten
Zo Zomer kwam in 2024 uit en groeide hetzelfde jaar nog tot een bescheiden zomerhit, mogelijk mede door de media-aandacht die het genereerde. Het kreeg die zomer een notering in de volgende lijsten:
- Het stond enkele weken in de top 25 van de digitale radiozender Sterren NL.[1][10]
- Het was de "Trapper van de Week" bij Radio 3FM.[10]
- Het bemachtigde even de eerste plek in de Nederlandse Viral 50 op Spotify.[9][11]